# Sjoukje Bouma
Sjoukje Stelwagen-Bouma (Grouw, 13 maart 1911 - aldaar, 15 juli 2008) was de eerste Nederlandse vrouwelijke schaatskampioen op de kortebaan. Dit gebeurde zeven jaar nadat Thijs Klompmaker, op 22 januari 1926 de eerste nationale kortebaankampioen bij de heren werd.
Sjoukje Bouma zette op 26 januari 1933 in Sneek de winnende tijd neer van 15,1 seconde op de 140 meter.
Met het vele prijzengeld dat zij 's winters verdiende met schaatsen betaalde de boerendochter de hele uitzet van haar en haar man de scheepsbouwer Libbe Stelwagen (1907-1964), de geestelijke vader van de zeilbootklassen Flits, Aspirant en Top. Hun enige dochter Hetty werd geboren in een huisje bij hun scheepswerf. Bij de viering van het honderdjarig bestaan van de Koninklijke Nederlandse Schaatsbond in 1982 reed ze als eregast een rondje door het Thialfstadion in Heerenveen. Ze overleed op 97-jarige leeftijd in Grouw, de plaats waar zij haar hele leven woonde.
Veel van de schaatsspullen van Sjoukje Bouma liggen in de IJszaal van het Fries Scheepvaart Museum in Sneek. Daartoe behoren haar schaatsen, gemaakt door Pieter de Jong te Terhorne, met de zwarte hoge gympies die als schaatsschoenen dienden, en ook haar medailles en een dagboekje.

## Uitslagen
| Jaar | Plaats | Kampioenschap |
| ---- | ------ | ------------- |
| 1933 | Goud   | NK Kortebaan  |